# Tito Vilanova
Pour les articles homonymes, voir Vilanova.
Francesc Vilanova i Bayo, dit Tito Vilanova, né le 17 septembre 1968 à Bellcaire d'Empordà (Catalogne, Espagne) et mort le 25 avril 2014 à Barcelone (Catalogne, Espagne), est un footballeur espagnol par la suite devenu entraîneur.
En avril 2012, Vilanova est désigné entraîneur du FC Barcelone pour la saison 2012-2013 en remplacement de Pep Guardiola. 
Il démissionne de son poste en juillet 2013 pour des raisons de santé et meurt moins d'un an après d'un cancer de la glande parotide.

## Biographie

### Carrière de joueur
Tito Vilanova rejoint La Masia à l'âge de quinze ans, il y fait notamment la connaissance de Pep Guardiola. Après un passage prometteur dans les équipes de jeunes du FC Barcelone entre 1984 et 1990, Vilanova, qui évolue au milieu de terrain, n'arrive pourtant pas à s'imposer dans le groupe professionnel et en équipe première des Blaugrana. Ainsi, après trois saisons avec la réserve (le FC Barcelone B), dont deux en Segunda División B, l'équivalent de la troisième division, il rejoint les rangs de Figueres, club de Segunda División à l'été 1990. Avec le club catalan, il dispute 72 matches et marque 6 buts en deux saisons. La saison 1991-1992 est d'ailleurs la meilleure dans l'histoire de ce modeste club de deuxième division qui atteint cette année-là la troisième place au classement, ratant de peu l'accession en Liga (défaite en play-offs face à Cádiz CF). À Figueres, il cohabite avec Aureli Altimira et l'Américain Tab Ramos qui décrit Vilanova comme un joueur très méticuleux et passionné par tous les aspects tactiques du football, semblable en cela à Pep Guardiola.
En 1992, il signe au Celta Vigo, tout juste promu en Première division mais ne s'y impose pas jouant seulement 26 rencontres en trois saisons. Il retourne alors à l'échelon inférieur et signe successivement dans trois clubs de Segunda División : à Badajoz (en 1995), à Majorque (en 1996, saison où le club des Baléares obtient son accession en Liga) et à Elche en 1999. À 34 ans, il rejoint le club de sa région natale, l'UDA Gramenet et met fin à sa carrière de joueur à l'issue de la saison 2001-2002 après un parcours gâché par de nombreuses blessures. En 14 ans de carrière, il n'a finalement connu que 26 matches en première division, lors de son passage au Celta Vigo de 1992 à 1995.

### Carrière d'entraîneur

#### Débuts
Après avoir travaillé comme directeur technique au Terrassa FC, Tito Vilanova revient dans son club d'origine le FC Barcelone et entraîne durant quelques mois en 2002-2003 l'équipe des cadets du centre de formation catalan, La Masia. Il côtoie dans cette équipe de futurs talents qui feront les beaux jours des Blaugrana : Piqué, Fàbregas et Messi entre autres.

#### Adjoint de Pep Guardiola
Tito Vilanova devient en 2007 l'adjoint de Pep Guardiola, entraîneur du FC Barcelone B, qui évolue alors en Tercera División, le quatrième échelon du football espagnol. En 2008, ils permettent à leur équipe d'accéder à la Segunda División B, la troisième division de la péninsule. C'est alors qu'ils sont sollicités pour prendre en main l'équipe première, remplaçant ainsi les Néerlandais Frank Rijkaard et Johan Neeskens en mai 2008.
La première saison de Vilanova au Camp Nou auprès de Pep Guardiola est la plus réussie de toute l'histoire du FC Barcelone, puisqu'ils remportent un sextuplé inédit, permettant à cette équipe de devenir la première à gagner la Liga, la Coupe du Roi et les titres européens et mondiaux dans la même année. De 2008 à 2012, Vilanova remporte 14 trophées au côté de Guardiola dont 3 Liga, 2 Ligues des Champions et 2 Coupe du monde des clubs. De nombreux observateurs du football espagnol donnent un grand rôle à Vilanova dans ces succès, l'assistant de Guardiola étant à l'origine d'une partie des schémas tactiques des Blaugranas et du contenu de leurs entraînements.
Le 17 août 2011, Vilanova est au cœur d'un incident lors du match retour de la finale de la Supercoupe d'Espagne opposant son club au Real Madrid (sacre du Barça par une victoire 3-2), José Mourinho, l'entraîneur du club merengue met volontairement son doigt dans l’œil de l'adjoint barcelonais. Vilanova répond au Portugais en lui assénant une claque au visage.
En 2011, Vilanova annonce qu'il est atteint d'une tumeur de la glande parotide. Il est opéré avec succès en novembre 2011.

#### Entraîneur du FC Barcelone

##### Saison 2012-2013
Le 27 avril 2012, lors d'une conférence de presse, Pep Guardiola annonce qu'il quitte le club, Tito Vilanova est désigné comme son successeur pour la saison 2012-2013. Son contrat est de deux ans. Il prend Jordi Roura comme assistant.
La première recrue de Tito Vilanova est le latéral gauche Jordi Alba. En août 2012, Vilanova obtient le recrutement d'Alex Song. Le 19 août 2012, le FC Barcelone de Tito Vilanova bat la Real Sociedad par 5 à 1 en championnat lors du premier match officiel de la saison.
En août 2012, le Barça perd la Supercoupe d'Espagne face au Real Madrid, mais Vilanova signe le meilleur début de championnat de l'histoire du club avec six victoires en autant de rencontres. Il égale ainsi le record des anciens entraîneurs du Barça, James Bellamy (1929-1930), Johan Cruijff (1990-1991) et Louis van Gaal (1997-1998).
Vilanova remporte son premier match de Ligue des champions le 19 septembre 2012 face au Spartak de Moscou (3-2).
Le 1er décembre, lors de la 14e journée de championnat, Barcelone bat l'Athletic Bilbao 5 à 1 (dont deux buts de Lionel Messi) au Camp Nou au cours d'un match à sens unique. Avec cette victoire, la treizième pour un seul match nul, le Barça effectue le meilleur début de championnat de l'histoire du football espagnol, battant le précédent record du Real Madrid (saison 1991-1992). Après la 16e journée (15 victoires, 1 match nul), Barcelone est assuré d'être champion d'hiver et compte 16 points d'avance sur le Real Madrid (3e) et 9 points sur l'Atlético Madrid (2e).
Le 19 décembre, Tito Vilanova est hospitalisé d'urgence à la suite d'une rechute de son cancer. Il est opéré le jour suivant. Vilanova est momentanément remplacé dans ses fonctions d'entraîneur par son adjoint Jordi Roura.
Le 6 janvier 2013, il fait son retour sur le banc pour diriger Barcelone face à l'Espanyol. À la fin du match, il affirme qu'il n'est qu'au début du processus de guérison et que le chemin est encore long. À la mi-janvier, il part à New York pour y recevoir un traitement de radiothérapie et chimiothérapie durant les mois de février et mars.
Le 13 janvier 2013, en battant Málaga, le FC Barcelone de Vilanova bat le record de points dans une phase aller de championnat avec 55 points sur 57 possibles (18 victoires, un match nul, aucune défaite).
Le 11 mai 2013, le FC Barcelone de Tito Vilanova est sacré champion d'Espagne. L'équipe égale le record de points (100) et bat le record de points d'écart entre le premier et le deuxième (15 points d'avance sur le Real Madrid).

##### Saison 2013-2014
Tito Vilanova affirme en mai 2013 sa volonté de continuer à entraîner Barcelone lors de la saison 2013-2014 après avoir affronté sa grave maladie.
Toutefois, le 19 juillet 2013, trois jours après la reprise des entraînements, Tito Vilanova renonce à son poste d'entraîneur en raison d'une détérioration de son état de santé. Il est remplacé par Gerardo Martino.
Tito Vilanova obtient en 2013 le Trophée Miguel Muñoz de meilleur entraîneur du championnat espagnol.

### Décès
Le 24 avril 2014, un communiqué annonce que Tito Vilanova est hospitalisé d'urgence à Barcelone, en raison de complications gastriques. Son état de santé s'étant fortement aggravé, des interventions chirurgicales ont été pratiquées mais sans résultat. 
Il meurt le 25 avril 2014 des suites de son cancer de la glande parotide,.

## Hommage
« Tito per sempre etern » est le message de son hommage.

## Vie privée
Tito Vilanova était marié à Montse Chaure depuis 1992 et père de deux enfants, Carlotta, née en 1994 et Adrià, né en 1997 . Son fils, Adrià Vilanova joue avec le FC Andorra.

## Palmarès

### Entraîneur

#### Avec le FC Barcelone
- Champion d'Espagne en 2013
- Finaliste de la Supercoupe d'Espagne en 2012

#### Distinctions personnelles
- Trophée Miguel Muñoz de meilleur entraîneur de la Liga en 2013